# 가이아나의 국가
가이아나의 국가는 친애하는 땅 가이아나와 강과 평원(Dear Land of Guyana, of Rivers and Plains)이다. 아키발드 레오너드 루커가 작사, 로버트 시릴 글랫스턴 포터가 작곡했다.

## 가사(1,2,3,4절)
1절
Dear land of Guyana, of rivers and plains;
Made rich by the sunshine, and lush by the rains,
Set gem like and fair, between mountains and sea,
Your children salute you, dear land of the free.
2절
Green land of Guyana, our heroes of yore,
Both bondsmen and free, laid their bones on your shore.
This soil so they hallowed, and from them are we,
All sons of one Mother, Guyana the free.
3절
Great land of Guyana, diverse though our strains,
We are born of their sacrifice, heirs of their pains,
And ours is the glory their eyes did not see,
One land of six peoples, united and free.
4절
Dear land of Guyana, to you will we give,
Our homage, our service, each day that we live;
God guard you, great Mother, and make us to be
More worthy our heritage, land of the free....

## 해석
1절
친애하는 강과 평원의 땅, 가이아나여,
햇빛으로 부유해지고, 비로 풍성해진 땅,
산과 바다 사이에서, 보석같이 어여쁘게 놓인 땅,
그대의 아이들이 당신에게 인사하네, 사랑하는 자유의 땅이여.
2절
푸른 대지 가이아나여, 우리의 옛 영웅,
노예도 자유인도 그대의 해안에 뼈를 묻었다네.
그들이 이 흙을 정화하였고, 우리는 그들로부터 태어났네,
모든 아들의 한 어머니, 자유로운 가이아나여.
3절
위대한 가이아나의 땅이여, 우리는 다양한 혈통이면서
선조들의 희생으로부터 태어났고 고통의 계승자다.
선조들이 보지 못한 영광은 이제 우리의 것이라네,
단결되고 자유로운 여섯 민족의 땅이여.
4절
사랑하는 가이아나의 땅이여, 우리는 그대에게 줄 것이라네.
우리의 경의와 봉사, 우리가 살아가는 매일을.
신이 그대를 지킨다네, 위대한 어머니여, 우리로 하여금 시키소서,
우리의 유산을 더욱 가치있게 하도록... 자유의 땅이여...